# CA Penapolense
Der Clube Atlético Penapolense ist ein Sportverein aus Penápolis im brasilianischen Bundesstaat São Paulo.

## Geschichte
Bereits in 1920er und 1930er Jahren veranstalteten zwei Fußballklubs Spiele in Penápolis. Dieses waren der Esporte Clube Corinthians, bekannt als Pendura Saia, und der Penápolis Futebol Clube, Spitzname Esmaga Sapo. Die beiden Mannschaften lieferten sich enge Spiele, bis 1934 in einem Klassiker zwischen den beiden Mannschaften im Stadion eine der Holztribünen einstürzte und einige Zuschauer verletzte wurden. Das Spiel wurde abgesagt, die Klubs verloren an Popularität und wurden aufgelöst.
1944 lud das Rathaus von Fernandópolis die Vertreter von Penápolis zu einem Freundschaftsspiel ein. Die Einladung wurde angenommen und die Stadt stellte ein Team auf, das sich der Nachbarstadt stellte. Dieses Ereignis gab dem Fußball von Penápolis neuen Auftrieb und veranlasste Godofredo Viana, den damaligen Trainer der Firmenmannschaft der Niederlassung der Banco do Estado de São Paulo in der Stadt, seinen Einfluss in die Gründung eines neuen Klubs zu investieren, der Penápolis repräsentieren sollte. Am 16. November 1944 wurde der Clube Atlético Penapolense offiziell gegründet, mit Godofredo Viana als erstem Präsidenten. Als Farben wurden die der Flagge der Stadt gewählt.
1951 schloss sich der Klub dem regionalen Fußballverband, dem Federação Paulista de Futebol. Seitdem tritt CAP mit wenigen Unterbrechungen in den Ligen der Staatsmeisterschaft von São Paulo an. In der Saison 2012 erreichte der Klub den sechsten Platz und damit den erstmaligen Aufstieg in die oberste Liga für 2013. Hier konnte CAP bis einschließlich 2015 bleiben, dann erfolgte wieder der Abstieg. In dieser Zeit nahm man erstmals an der Austragung von nationalen Meisterschaften teil. 2013 und 2014 trat der Klub in der vierten nationalen Liga, der Série D, an. Bei der ersten Teilnahme wurde der Klub 25. bei 40 Teilnehmern und im Folgejahr 23. von 41.

## Teilnahme an Fußballwettbewerben
| Wettbewerb                   | Teilnahmen                                                                                    |
| ---------------------------- | --------------------------------------------------------------------------------------------- |
| Série D                      | 02× – 2013–2014                                                                               |
| Staatsmeisterschaft Série A  | 03× – 2013–2015                                                                               |
| Staatsmeisterschaft Série A2 | 15× – 1951–1952, 1975–1976, 1982–1986, 2012, 2016–2020                                        |
| Staatsmeisterschaft Série A3 | 26× – 1956–1958, 1962–1966, 1968–1969, 1973–1974, 1977–1981, 1988, 1991–1993, 2008–2011, 2021 |
| Staatsmeisterschaft Série A4 | 07× – 2005–2007, 2022–                                                                        |
| Staatsmeisterschaft Série A5 | 05× – 1994–1996, 2000–2001                                                                    |
| Staatspokal                  | 08× – 2008, 2010–2012, 2015–2018                                                              |

## Erfolge
- Staatsmeisterschaft Série A3: 2011